# Canaveilles
Canaveilles – miejscowość i gmina we Francji, w regionie Oksytania, w departamencie Pireneje Wschodnie.
Według danych na rok 1990 gminę zamieszkiwały 73 osoby, a gęstość zaludnienia wynosiła 7 osób/km² (wśród 1545 gmin Langwedocji-Roussillon Canaveilles plasuje się na 828. miejscu pod względem liczby ludności, natomiast pod względem powierzchni na miejscu 730.).